# الإذاعة المصرية
بدأ البث الإذاعي في مصر في عشرينيات القرن العشرين وكانت عبارة عن إذاعات أهلية، وبدأ بث الإذاعة الحكومية المصرية في 31 مايو 1934 بالاتفاق مع شركة ماركوني، وقد مُصِّرَت في عام 1947 وألغي العقد مع شركة ماركوني. كان عدد محطات الإذاعة المصرية في بدايتها أربع محطات حتى وصلت الآن إلى عشر محطات.

## هنا القاهرة
هي جملة شهيرة قالها أحمد سالم وكانت من أولى الكلمات التي انطلقت عبر الإذاعة المصرية في افتتاحها عام 1934 وهي عبارة جميلة تتألق بها إذاعة البرنامج العام وخاصةً عندما يقولها المذيعون والمذيعات قبل بداية البرامج وفي الفواصل بكل حماس وبكل انتماء ومن أعماق قلوبهم يهتفون هنا القاهرة.

## الشبكة الرئيسية
تنقسم الاذاعة المصرية إلى اذاعات رئيسية تسمي شبكات اذاعية، واذاعات فرعية تابعة لتك الشبكات، وتضم الشبكة الرئيسية اذاعتين هم اذاعة البرنامج العام واذاعة الكبار.

## رؤساء الإذاعة المصرية
1. سعيد باشا لطفي من 1934/5/31 إلى 1947/12/22
2. محمد بك قاسم من 1947/12/22 إلى 1950/8/15
3. محمد حسني بك نجيب من 1950/10إلى 30 إلى 1952/8/12
4. محمد كامل الرحماني من 1952/12/4 إلى 1953/11/23
5. محمد أمين حماد من 1953/12/26 إلى 1966/5/2 (تولى فترتين)
6. عبد الحميد فهمي الحديدي من 1966/5/2 إلى 1969/12/30
7. محمد أمين حماد من 1969/12/31 إلى 1971/9/2
8. عبد الرحيم سرور «ندبا» من 1971/5/16إلى 1972/4/6
9. محمد محمود شعبان من 1972/4/7 إلى 1975/9/25
10. صفية زكي المهندس من 1975/9/27 إلى 1982/12/11
11. فهمي عمر من 1982/12/12 إلى 1988/3/5
12. أمين بسيوني من 1988/3/6 إلى 1991/11/7
13. حلمي مصطفى البلك من 1991/11/8 إلى 1994/8/7
14. فاروق شوشة من 1994/8/8 إلى 1997/1/9
15. حمدي الكنيسي من 1997/1/10 إلى 2001/3/18 من اهم الإنجازات افتتاح شبكة الإذاعات المتخصصة عام 2000
16. عمر بطيشة من 2001/3/19 إلى 2005/3/18 من أهم الإنجازات تطوير الإذاعة والاهتمام بإذاعة الأغاني والتواصل مع المستمعين.
17. إيناس جوهر من 2005/3/19 إلى 2009/6/25 ثاني سيدة تتولي مهام رئيس الاذاعه بعد الإذاعية صفيه المهندس، من أهم الإنجازات تطوير المحتوي البرامجي، مد إرسال إذاعة الأخبار الي 24 ساعة، وإعادة بثها علي الموجة المتوسطة، ضم اذاعيين جدد وتدريب كوادر شابه لتولي القيادة.[3]
18. انتصار شلبي من 2009/6/25 إلى 2011/4/2 من اهم الإنجازات تطوير إذاعة الموسيقي والأخبار وافتتاح إذاعة راديو مصر، تراجع طفيف في الأداء التقني والبرامجي.[4]
19. إسماعيل الششتاوي من 2011/4/2 إلى 2013/2/6
20. عادل مصطفى من 2013/2/7 إلى 19 / 7 / 2013
21. عبد الرحمن رشاد من 20 / 7 / 2013 إلى 21 / 6 / 2015
22. نادية مبروك من 2015 الي فبراير 2019م (تم التجديد بعد سن التقاعد)
23. محمد نوار من مارس 2019م حالي (تم التجديد بعد سن التقاعد، استناداً الي توصية من جهات)

## أشهر مذيعي الإذاعة المصرية

### أحمد سالم
- أحمد سالم (20 فبراير 1910 - 10 سبتمبر 1949)
- عمر بطيشة
- أحمد سعيد
- آمال فهمي هالة الحديدي - عبد الرحمن رشاد- حسن مدني - علي مراد - رضا سليمان - - سامية صادق - - سلوان محمود - هالة الحديدي

## قائمة الإذاعات المصرية
| الإذاعة                 | التردد     |
| ----------------------- | ---------- |
| إذاعة القرآن الكريم     | 98.20 MHz  |
| إذاعة الشباب والرياضة   | 108 MHz    |
| إذاعة الشرق الأوسط      | 89.50 MHz  |
| إذاعة القاهرة الكبرى    | 102.2 MHz  |
| إذاعة البرنامج العام    | 107.40 MHz |
| إذاعة راديو مصر         | 88.7 MHz   |
| إذاعة البرنامج الثقافي  | 91.4 MH    |
| إذاعة البرنامج الموسيقي | MHz 98.80  |
| إذاعة الأغاني           | 105.80 MH  |
| إذاعة الأخبار والموسيقى | MHz 91.4   |
| إذاعة الكبار            | MHZ 538    |
| إذاعة صوت العرب         | KHz 612    |
| إذاعة البرنامج الأوربي  |            |
| إذاعة الكوميديا         |            |
| إذاعة الدراما           |            |
| إذاعة نغم fm            | 105.3 MHz  |

### إذاعات غير مصرية تبث في مصر
| إالإذاعة | التردد    |         |
| -------- | --------- | ------- |
|          | إذاعة BBC | 639 KHZ |